# 自主映画
自主映画（じしゅえいが）とは、映画の種類を指す。自主制作映画（じしゅせいさくえいが）、インディーズ・ムービー、オーダーシネマ、インディペンデント映画、同人映画などとも呼ばれる。
日本では商業映画で無いもの、欧米ではハリウッドのメジャースタジオ6社の傘下に属していないものや単に自己資金で制作されたもの（ジョージ・ルーカスの『スター・ウォーズ』新三部作など）である。

## 日本における自主映画
日本における自主映画（じしゅえいが）は、商業映画ではない種類の映画を指す。自主という言葉が含まれるが特に意味は無い。
学生が制作したものは学生映画、フィルムではなくビデオ撮影されたものは自主制作ビデオといったように、範囲を区分した呼び方をされる場合もある。アニメーション作品については自主制作アニメとも言われる。作品権利などが制作者(主に監督)にあるので、自主映画といわれる。
自主映画のみを対象とした映画祭も存在し、ぴあフィルムフェスティバル、インディーズムービーフェスティバルなどがある。

### 制作者
自主映画の多くは、大学や社会人の同好の士による映画サークルや社会人団体、映像系学校の学生など、アマチュアのスタッフ・キャストによって制作される。制作団体としては、大学や同人の映画サークルを筆頭に、西東京を拠点とする「映創会」などが知られている。また、最初は自主映画の世界で名を知られ、後にプロとして成功した映画監督や映像作家も少なくない。また自主映画で実力や個性が評価され、テレビドラマや劇場映画でも活躍するようになった俳優も存在する。自主映画出身の映画監督や俳優の中には、プロとして活躍しながら自分が作りたい映画を作るため自主映画製作に取り組む者もいる。

### 自主制作作品の歴史
映画が発明されたばかりの19世紀末から20世紀初頭にかけては、興業としての映画は未成熟であり、自主映画と商業映画（劇場映画）の境界は存在していなかったといえる。初期の映画は主に記録と報道のために用いられていたが、この時代から個人でカメラを所有し、フィルムを購入できる富裕層の中に、自分の周囲の生活や各種行事、また町村の風景等を撮影する者が存在した。これが自主映画の始まりといえる。現在、映像アーカイブとして保存されている明治・大正期の映像の中には、当時のアマチュア映画愛好家が撮影したフィルムも多い。当初は主に16ミリフィルムが使われていたが、大正末期に9.5ミリが登場し、昭和7年（1932年）にはさらに高画質・低価格の8ミリフィルムが登場すると、個人による映画撮影が手軽になるとともに、16ミリや35ミリのフィルムで撮影される劇映画やニュース映画のような商業映画との境界が明確になり、｢小型映画｣｢家庭映画｣と呼ばれる自主制作映画の概念が成立していった。
第二次大戦後、8ミリカメラやフィルムが安価かつ高性能になると、アマチュアが街や野山に出てロケをしたり、地域での日常生活を長期に渡って撮影したりすることが可能になる。その結果、野生の動植物の生態や、貴重な伝統行事や伝統産業などの記録、身体障害者の日常生活や、被爆者など戦争体験者の証言の記録などの社会問題の提起など、商業映画では制作困難な映画作品がアマチュアの手で作られるようになる。1960年代には大林宣彦、高林陽一が作品を発表している。
1970年代に入ると、1965年に提供開始された向汎用の8mm映画システムのシングル8・スーパー8が、一般的な家庭でもホームムービー用に使用される様になり、そのカメラなどの機材を使用して、学生世代による若い感性の自主映画が次々と発表されていった。ここには、情報誌「ぴあ」や「ぴあフィルムフェスティバル」、文芸坐や上板東映などの名画座による、自主映画への制作・公開への支援や媒介として作用した事も、自主映画が拡大する要因であった。
近年はフィルムと比べより手軽で安価なデジタルビデオの普及やデジタル映像編集技術の発達から個人によるデジタル制作も増えてきており、劇場スクリーンでの鑑賞にも十分耐えられる高画質のビデオカメラを、学生やアマチュアが使いこなして映像を創り出す時代になっている。
だが、現在の日本では学術的に映画や映像技術を学べる体系はそれほど整備されておらず、大学機関でも学問として映画を専門的に学べる所は他の先進国と比べ格段に少なく、海外に留学する映画青年も多い。その陰には国の文化政策において映画産業がそれほど重要視されていないという事も挙げられる。

### 作品のテーマ性
自主映画は興行収入を重視する必要が少ないため、制作者独自の考えや遊び心が掣肘されることなくそのまま作品に投影されやすい。そのため、視聴者が意味を理解しづらい内容のものや、商業作品では行えない様な映像実験的要素や社会風刺などを含んだ作品も多い。さらに言うならば作者による自己満足的な内容のものも別段珍しいものではない。だが、それゆえの楽しさが生み出される事もあり、熱狂的な支持を得ている作品や伝説的な存在になっている作品なども少なからず存在する。また遊び心だけの映画も存在する。

### 自主映画出身の著名な映画監督
1980年代後半以降の日本では、自主映画を経て、商業映画で活動する映画監督の例が多い。またミニシアターの増加により、自主映画が劇場公開される例も増えている。ここに挙げるのは、自主映画の監督として映画界で知名度を得た後に、商業映画に進出した監督である。
- 青山真治
- 庵野秀明
- 飯田譲治
- 石井聰亙
- 犬童一心
- 今関あきよし
- 大林宣彦
- 大森一樹
- 荻上直子
- 北村龍平
- 熊切和嘉
- 黒沢清
- 小中和哉
- 小松隆志
- 塩田明彦
- 篠原哲雄
- 新海誠
- 鈴木卓爾
- 諏訪敦彦
- 瀬々敬久
- 園子温
- 高林陽一
- 塚本晋也
- 辻岡正人
- 手塚眞
- 長崎俊一
- 橋口亮輔
- 原將人
- 平野勝之
- 古厩智之
- 松井良彦
- 松梨智子
- 森田芳光
- 矢口史靖
- 安田真奈
- 山川直人
- 利重剛
- 渡辺文樹
- 長尾直樹

### 自主映画出身でメディア関連で活躍する人々
- 一瀬隆重
- 猪爪慎一
- 宇田川幸洋
- 香川まさひと
- 岸野雄一
- 倉田恵子 (楠田恵子)
- 小林ひろとし
- 竹林紀雄
- 丹羽多聞アンドリウ
- 平山夢明
- 布施鋼治
- 伴野智

### 自主映画を対象としたイベントを含む映画祭
- 秋田インディーズフィルムフェスティバル[注 1]
- アジア国際青少年映画祭
- インディーズムービーフェスティバル
- 映画甲子園
- オンチ映画祭
- 沖縄NICE映画祭
- 京都国際学生映画祭
- 傑力珍怪映画祭
- 月曜ロードショー
- 小坂本町一丁目映画祭（愛知県豊田市）
- したまちコメディ映画祭in台東
- CO2シネアスト・オーガニゼーション・大阪エキシビション
- シネマベイビー
- 下北沢映画祭
- 武豊アニメーションフィルムフェスティバル
- 東京学生映画祭
- TOHOシネマズ学生映画祭
- なかのムービーラプソディー
- 西東京市民映画祭
- 桃まつり
- ひろしま映像展
- ゆうばり国際ファンタスティック映画祭
- 松本商店街映画祭
- ぴあフィルムフェスティバル[1]
- 田辺・弁慶映画祭[2]

## 欧米における自主映画
欧米では、インディペンデント映画と表記する場合、ハリウッドのメジャースタジオ6社の傘下に属していない独立資本やアートハウス系のスタジオなどをインディペンデントとして扱う。
それらのインディペンデント系作品は、大抵がローバジェット(小規模予算)で、上映系列も非常に限定されている事が多い。ただし、ローバジェットと言っても、メジャーと比較してのローバジェットであり、金額にして10億円程度と、日本の商業映画と同程度の予算である。
例えば、日本国内では商業映画として扱われている、日本人監督の北野武の映画は、基本的に海外ではインディペンデント映画と見做されている。
製作から上映する映画館まで、全てが産業構造として組み込まれているメジャーに対して、映画単体を独立製作しているという意味でのインディペンデント、という認識である。
制作費を出資・調達するプロデューサーや映画会社などの圧力を避けるために自己資金で製作を行う事がある。その最も極端な例が『スター・ウォーズ（SW）』シリーズで知られるジョージ・ルーカスで、キャラクタービジネスで巨万の富を築いた彼は、SW新3部作では制作費を自ら出資、製作において絶対的な権限を握った事から、「世界で最も贅沢なインディーズ映画」と言われている。

## 自主映画を上映しているミニシアター一覧

### 北海道地方
- シアターキノ（札幌市）
- シネマアイリス（函館市）
- シネマ・トーラス（苫小牧市）
- 大黒座（浦河町）

### 東北地方
青森県
- シネマディクト（青森市）

岩手県
- フォーラム盛岡（盛岡市）

宮城県
- フォーラム仙台（仙台市）
- チネ・ラヴィータ（仙台市）

秋田県
- 御成座（大館市）

山形県
- フォーラム山形（山形市）
- 鶴岡まちなかキネマ（鶴岡市）

福島県
- フォーラム福島（福島市）
- まちポレいわき（いわき市）

### 関東地方
茨城県
- 土浦セントラルシネマズ（土浦市）
- あまや座（那珂市）

群馬県
- シネマテークたかさき（高崎市）

埼玉県
- 第８電影（川口市）

- 深谷シネマ（深谷市）
- 川越スカラ座（川越市）
- ジャパンパビリオン ホールB（所沢市）

千葉県
- 千葉劇場（千葉市）
- キネマ旬報シアター（柏市）※旧「TKPシアター柏」、2014年6月に館名変更。

東京都
- 角川シネマ有楽町（千代田区）※旧「シネカノン有楽町1丁目」
- ヒューマントラストシネマ有楽町（千代田区）※旧「シネカノン有楽町2丁目」、2009年12月に館名変更。
- 神保町シアター（千代田区）
- シネスイッチ銀座（中央区）
- 新宿武蔵野館（新宿区）
- シネマート新宿（新宿区）
- シネマカリテ（新宿区）
- テアトル新宿（新宿区）
- K's cinema（新宿区）
- EJアニメシアター新宿（新宿区）
- 早稲田松竹（新宿区）
- キネカ大森（品川区）
- 目黒シネマ（品川区）
- 下北沢トリウッド（世田谷区）
- ル・シネマ（渋谷区）※入居するBunkamuraの改修に伴い2023年4月から2027年度中まで休館。渋谷TOEI跡に移転し「ル・シネマ 渋谷宮下」として2023年6月から営業中。
- ヒューマントラストシネマ渋谷（渋谷区）※旧「アミューズCQN」、2008年12月に館名変更。
- ユーロスペース（渋谷区）
- シアター・イメージフォーラム（渋谷区）
- シネクイント（渋谷区）
- EBISU GARDEN CINEMA（渋谷区）
- ポレポレ東中野（中野区）
- 高円寺シアターバッカス（杉並区）※旧「高円寺アンノウンシアター」、2019年1月に館名変更。
- ラピュタ阿佐ヶ谷（杉並区）
- シネ・リーブル池袋（豊島区）
- シネマ・ロサ（豊島区）
- 新文芸坐（豊島区）
- 船堀シネパル（江戸川区）
- kino cinéma 立川髙島屋S.C.館（立川市）
- シモキタ - エキマエ - シネマ『K2』（世田谷区）
- Stranger（墨田区）

神奈川県
- シネマ・ジャック&ベティ（横浜市）
- シネマノヴェチェント（横浜市）
- 横浜シネマリン（横浜市）
- kino cinéma 横浜みなとみらい（横浜市）
- あつぎのえいがかんkiki（厚木市）
- 川崎市アートセンターアルテリオ映像館（川崎市）

### 中部地方
新潟県
- 高田世界館（上越市）
- 新潟・市民映画館シネ・ウインド（新潟市）

富山県
- ほとり座（富山市）

石川県
- シネモンド（金沢市）

福井県
- メトロ劇場（福井市）

長野県
- 長野松竹相生座・長野ロキシー（長野市）
- 上田映劇（上田市）
- トラゥム・ライゼ（上田市）
- 東座（塩尻市）
- 飯田トキワ劇場（飯田市）

岐阜県
- CINEX（岐阜市）
- ロイヤル劇場（岐阜市）
- CINEX MAGO（関市）

静岡県
- 静岡シネ・ギャラリー（静岡市）
- シネマイーラ（浜松市）

愛知県
- シネマスコーレ（名古屋市）
- 伏見ミリオン座（名古屋市）
- センチュリーシネマ（名古屋市）
- 刈谷日劇（刈谷市）
- 三越映画劇場（名古屋市）
- 大須シネマ（名古屋市）
- ナゴヤキネマ・ノイ（名古屋市）

### 近畿地方
三重県
- 進富座（伊勢市）

京都府
- 京都シネマ（京都市）
- 出町座（京都市）
- アップリンク京都（京都市）
- 福知山シネマ（福知山市）
- 舞鶴八千代館（舞鶴市）

大阪府
- シネ・リーブル梅田（大阪市）
- 第七藝術劇場（大阪市）
- シネマート心斎橋（大阪市）
- シネ・ヌーヴォ（大阪市）
- プラネットプラスワン（大阪市）
- 天劇キネマトロン（大阪市）
- 淀川文化創造館シアターセブン（大阪市）
- 扇町キネマ（大阪市）

兵庫県
- シネ・リーブル神戸（神戸市）
- 元町映画館（神戸市）
- 神戸映画資料館（神戸市）
- kino cinéma 神戸国際（神戸市） ※2022年3月に閉館した神戸国際松竹の跡施設。
- 宝塚シネ・ピピア（宝塚市）
- 塚口サンサン劇場（尼崎市）
- 豊岡劇場（豊岡市）
- ヱビスシネマ。（丹波市）

### 中国地方
岡山県
- シネマ・クレール（岡山市）

広島県
- サロンシネマ（広島市）
- 八丁座（広島市）
- 横川シネマ!!（広島市）
- シネマモード（福山市）
- シネマ尾道（尾道市）

山口県
- 萩ツインシネマ（萩市）
- 山口情報芸術センター (YCAM)（山口市）

鳥取県
- ジグシアター（湯梨浜町）

### 四国地方
徳島県
- ufotable CINEMA（徳島市）

香川県
- ホールソレイユ・ソレイユ2（高松市）
- 二十四の瞳映画村・ギャラリー松竹座映画館（小豆島町）

愛媛県
- シネマルナティック（松山市）

高知県
- あたご劇場（高知市）

### 九州地方
福岡県
- KBCシネマ（福岡市）
- kino cinéma 天神（福岡市）

佐賀県
- シアター・シエマ（佐賀市）
- THEATER ENYA（唐津市）

長崎県
- 長崎セントラル劇場（長崎市）

熊本県
- Denkikan（熊本市）

大分県
- シネマ5（大分市）
- 日田シネマテーク・リベルテ（日田市）
- 玉津東天紅（豊後高田市）

宮崎県
- 宮崎キネマ館（宮崎市）

鹿児島県
- ガーデンズシネマ（鹿児島市）
- リナシアター（鹿屋市）

沖縄県
- 桜坂劇場（那覇市）
- シネマパレット（那覇市）※國場組系列のスターシアターズが運営。
- シネマプラザハウス（沖縄市）※國場組系列のスターシアターズが運営。